# Bonnie i Clyde (film)

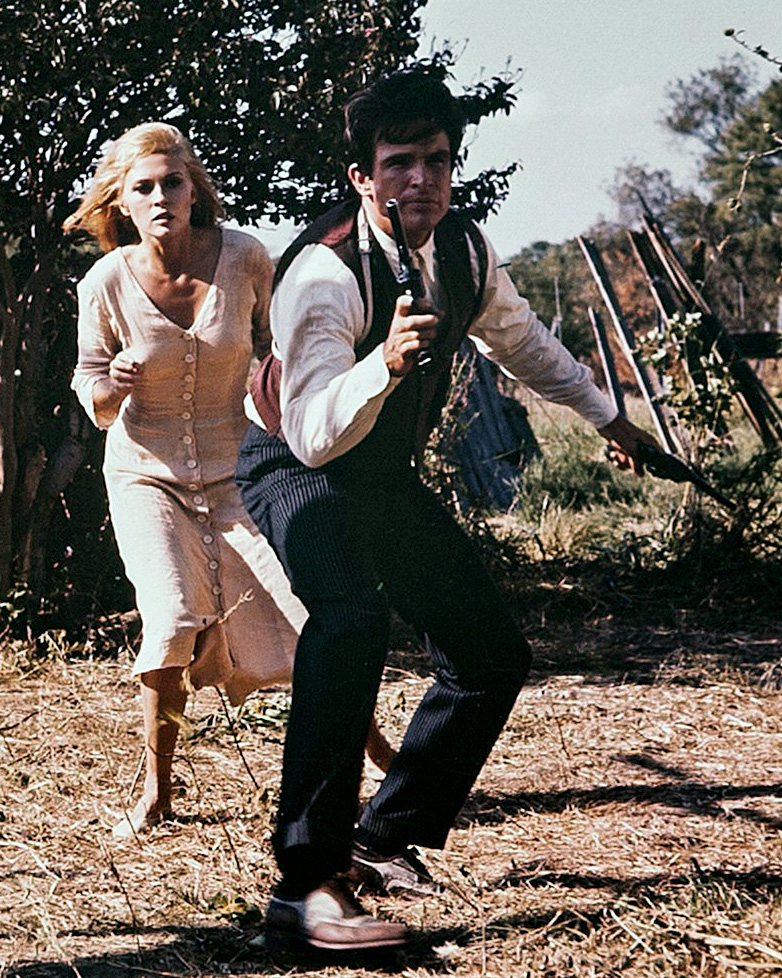
Faye Dunaway i Warren Beatty w scenie z filmu

Bonnie i Clyde (ang. Bonnie and Clyde) – amerykański biograficzny gangsterski dramat neo-noir z 1967 w reżyserii Arthura Penna, z Warrenem Beattym i Faye Dunaway w rolach tytułowych.
Film został utrzymany w konwencji romantycznej opowieści o miłości dwojga wykluczonych ludzi. Obraz oskarżano o apoteozę przestępstwa, ale także o nadmierną brutalność – zwłaszcza w końcowych scenach, w których policja rozprawia się z gangiem.

## Fabuła
Fabuła filmu została oparta na prawdziwych wydarzeniach. Bonnie Parker (Dunaway) jest kelnerką w małym miasteczku. Poznaje Clyde'a Barrowa (Beatty), drobnego przestępcę, tuż po jego wyjściu z więzienia. Wspólnie ruszają w podróż przez pogrążone w kryzysie Południe Stanów Zjednoczonych. Napadają na sklepy, rabują banki. Wkrótce dołącza do nich C.W. Moss (Pollard), a następnie brat Clyde'a Buck (Hackman) z żoną Blanche (Parsons). Gang staje się sławny, pobudza masową wyobraźnię, coraz mocniej ściga go policja.

## Obsada
- Warren Beatty jako Clyde Barrow
- Faye Dunaway jako Bonnie Parker
- Michael J. Pollard jako C.W. Moss
- Gene Hackman jako Buck Barrow
- Estelle Parsons jako Blanche Barrow
- Denver Pyle jako Frank Hamer
- Dub Taylor jako Ivan Moss
- Gene Wilder jako Eugene Grizzard
- Evans Evans jako Velma Davis

## Nagrody i nominacje
Oscary za rok 1967
- Najlepsza aktorka drugoplanowa - Estelle Parsons
- Najlepsze zdjęcia - Burnett Guffey
- Najlepszy film - Warren Beatty (nominacja)
- Najlepsza reżyseria - Arthur Penn (nominacja)
- Najlepszy scenariusz i materiały do scenariusza - Robert Benton, David Newman (nominacja)
- Najlepsze kostiumy - Theadora Van Runkle (nominacja)
- Najlepszy aktor - Warren Beatty (nominacja)
- Najlepsza aktorka - Faye Dunaway (nominacja)
- Najlepszy aktor drugoplanowy - Gene Hackman (nominacja)
- Najlepszy aktor drugoplanowy - Michael J. Pollard (nominacja)

Złote Globy 1967
- Najlepszy dramat (nominacja)
- Najlepsza reżyseria - Arthur Penn (nominacja)
- Najlepszy scenariusz - Robert Benton, David Newman (nominacja)
- Najlepszy aktor dramatyczny - Warren Beatty (nominacja)
- Najlepsza aktorka dramatyczna - Faye Dunaway (nominacja)
- Najlepszy aktor drugoplanowy - Michael J. Pollard (nominacja)
- Najlepszy debiut aktorski - Michael J. Pollard (nominacja)

Nagrody BAFTA 1967
- Najbardziej obiecujący debiut aktorski w głównej roli - Michael J. Pollard
- Najbardziej obiecujący debiut aktorski w głównej roli - Faye Dunaway
- Najlepszy film z jakiegokolwiek źródła - Arthur Penn (nominacja)
- Najlepszy aktor zagraniczny - Warren Beatty (nominacja)